# Athol Earl
Athol Earl (* 1. září 1952, Christchurch, Nový Zéland) je bývalý novozélandský veslař.
Na Letních olympijských hrách 1972 v Mnichově se stal na osmě olympijským vítězem. O čtyři roky později na olympiádě v Montrealu získal na osmě bronzovou medaili.